# Andreas Luther
Andreas Luther (* 18. August 1969 in Berlin) ist ein deutscher Althistoriker.

Andreas Luther studierte 1989 bis 1995 Geschichte und Latein an der Freien Universität Berlin. Nach dem Magisterexamen 1995 war er bis 2000 Wissenschaftlicher Mitarbeiter am Seminar für Alte Geschichte am Lehrstuhl von Alexander Demandt. In dieser Zeit erfolgte auch 1996 seine Promotion über die spätantike syrische Chronik des (Pseudo-)Josua Stylites, bereits 2000 die Habilitation mit einer Studie über Nordmesopotamien und Rom. Untersuchungen zur Geschichte der Königreiche Osrhoene und Hatra (ca. 130 v. Chr. bis ca. 250 n. Chr.). Die Habilitationsschrift blieb unveröffentlicht. Im Jahr 2000 legte Luther zusätzlich die erste Staatsprüfung für das gymnasiale Lehramt ab. Im Wintersemester 2001/02 bekleidete er am Institut für Alte Geschichte und Altorientalistik der Universität Innsbruck eine Gastprofessur. Von 2002 bis 2006 war Luther Heisenberg-Stipendiat der DFG und lehrte in dieser Zeit als Privatdozent an der FU Berlin. Von 2006 bis 2008 war er Professor für Alte Geschichte an der Universität Erlangen, ehe er zum Wintersemester 2008/9 als Nachfolger von Peter Weiß den Lehrstuhl für Alte Geschichte an der Universität Kiel übernahm.
Seit 2007 ist Luther neben Markus Janka und Ulrich Schmitzer Herausgeber der altertumskundlichen Zeitschrift Gymnasium. Seine Forschungsschwerpunkte sind vor allem die Beziehungen der Römer zu den Parthern und Sassaniden, die Geschichte der Kleinstaaten (z. B. Hatra) im Grenzbereich zwischen diesen Großmächten, Sparta und das frühe Griechenland, insbesondere die Entstehung der Poliswelt, Kaiser Augustus und die augusteische Dichtung sowie die römische Geschichte des 3. Jahrhunderts (Reichskrise des 3. Jahrhunderts).

## Schriften (Auswahl)
Monographien
- Die syrische Chronik des Josua Stylites (= Untersuchungen zur antiken Literatur und Geschichte. Bd. 49). de Gruyter, Berlin – New York 1997, ISBN 3-11-015470-6 (= Teilweise zugleich: Berlin, Freie Universität, Dissertation, 1995).
- Nordmesopotamien und Rom. Untersuchungen zur Geschichte der Königreiche Osrhoene und Hatra (ca. 130 v. Chr. bis ca. 250 n. Chr.). Unpublizierte Habilitationsschrift, Berlin 2000.
- Historische Studien zu den Bucolica Vergils (= Sitzungsberichte der Österreichische Akademie der Wissenschaften. Philosophisch-Historische Klasse Bd. 698). Verlag der Österreichischen Akademie der Wissenschaften, Wien 2002, ISBN 3-7001-3102-X
- Könige und Ephoren. Untersuchungen zur spartanischen Verfassungsgeschichte (= Studien zur alten Geschichte Bd. 2). Verlag Antike, Frankfurt am Main 2004, ISBN 3-938032-01-4.

Herausgeberschaften
- mit Udo Hartmann: Grenzüberschreitungen. Formen des Kontakts zwischen Orient und Okzident im Altertum (= Oriens et Occidens Bd. 3). Steiner, Stuttgart 2002, ISBN 3-515-07962-9.
- Odyssee-Rezeptionen. Verlag Antike, Frankfurt am Main 2005, ISBN 3-938032-05-7.
- mit Mischa Meier: Das frühe Sparta. Steiner, Stuttgart 2006, ISBN 3-515-08635-8.
- Geschichte und Fiktion in der homerischen Odyssee (= Zetemata Bd. 125). Beck, München 2006, ISBN 3-406-54192-5.
- mit Robert Rollinger, Josef Wiesehöfer: Getrennte Wege? Kommunikation, Raum und Wahrnehmungen in der Alten Welt (= Oikumene. Studien zur antiken Weltgeschichte. Bd. 2). Verlag Antike, Frankfurt am Main 2007, ISBN 3-938032-14-6.
- mit Henning Börm: Diwan. Studies in the History and Culture of the Ancient Near East and the Eastern Mediterranean. Wellem Verlag, Duisburg 2016, ISBN 3-941820-24-9.